# 소련의 공화국

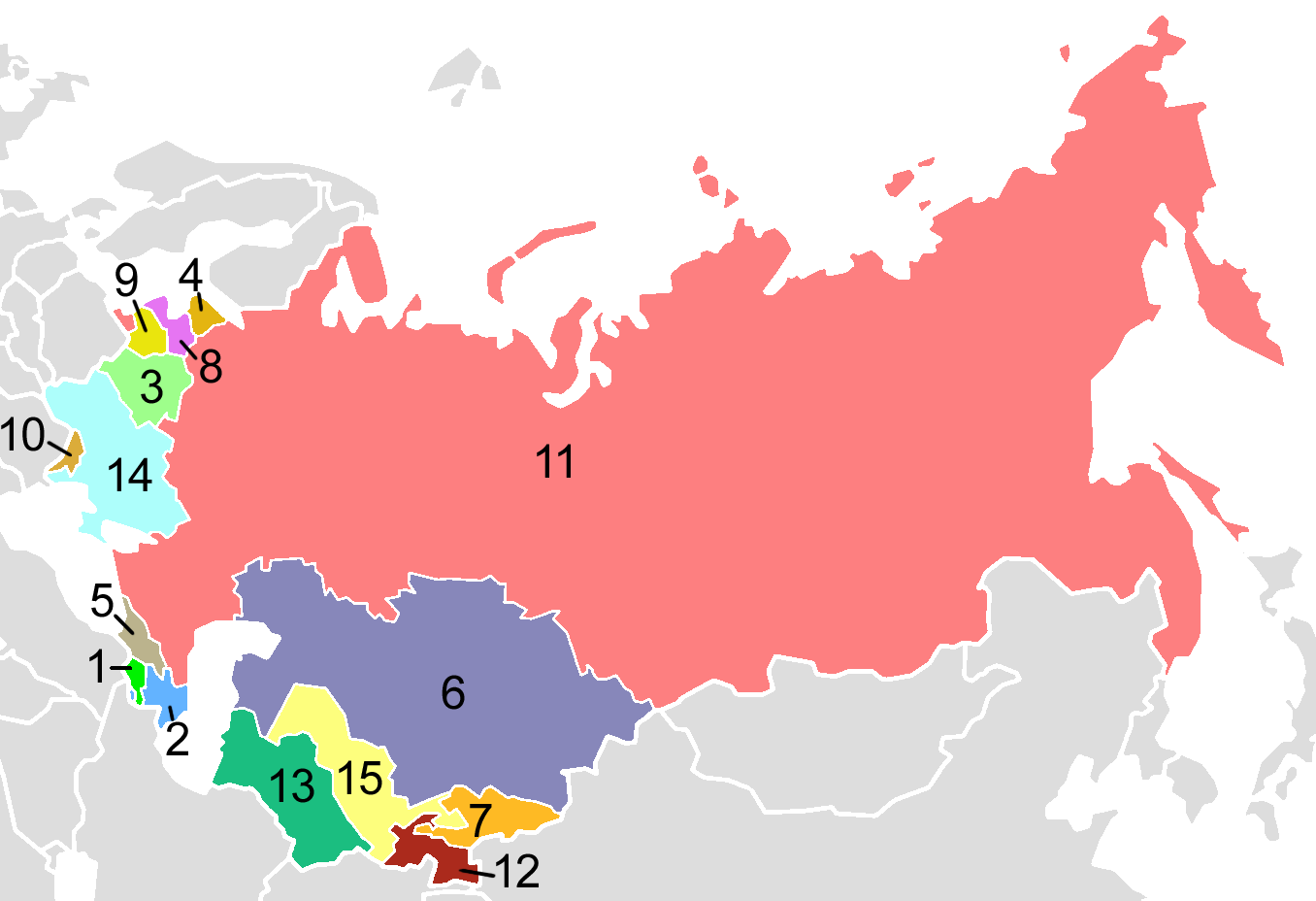
1.아르메니아
2.아제르바이잔
3.벨라루스
4.에스토니아
5.조지아
6.카자흐스탄
7.키르기스스탄
8.라트비아
9.리투아니아
10.몰도바
11.러시아
12.타지키스탄
13.투르크메니스탄
14.우크라이나
15.우즈베키스탄

이 문서는 소련의 자치공화국에 관한 문서이다.
소련의 자치공화국은 총 15개이다.
- 러시아 소비에트 연방 사회주의 공화국
- 그루지야 소비에트 사회주의 공화국
- 라트비아 소비에트 사회주의 공화국
- 리투아니아 소비에트 사회주의 공화국
- 몰도바 소비에트 사회주의 공화국
- 벨로루시 소비에트 사회주의 공화국
- 아르메니아 소비에트 사회주의 공화국
- 아제르바이잔 소비에트 사회주의 공화국
- 에스토니아 소비에트 사회주의 공화국
- 우즈베크 소비에트 사회주의 공화국
- 우크라이나 소비에트 사회주의 공화국
- 카자흐 소비에트 사회주의 공화국
- 키르기스 소비에트 사회주의 공화국
- 타지크 소비에트 사회주의 공화국
- 투르크멘 소비에트 사회주의 공화국

## 현재 국가
- 러시아
- 라트비아
- 리투아니아
- 몰도바
- 벨라루스
- 아르메니아
- 아제르바이잔
- 에스토니아
- 우즈베키스탄
- 우크라이나
- 조지아
- 카자흐스탄
- 키르기스스탄
- 타지키스탄
- 투르크메니스탄

## 현재 독립국 비교표
| 국가           | 면적km2    | 면적 비율% | 수도       | 공용어                                      | 지역       |
| -------------- | ---------- | ---------- | ---------- | ------------------------------------------- | ---------- |
| 러시아         | 17,098,246 | 76.7       | 모스크바   | 러시아어                                    | 유라시아   |
| 라트비아       | 64,559     | 0.28       | 리가       | 라트비아어                                  | 발트 3국   |
| 리투아니아     | 65,300     | 0.29       | 빌뉴스     | 리투아니아어                                | 발트 3국   |
| 몰도바         | 33,846     | 0.15       | 키시너우   | 루마니아어                                  | 동유럽     |
| 벨라루스       | 207,600    | 0.93       | 민스크     | 벨라루스어, 러시아어                        | 동유럽     |
| 아르메니아     | 29,743     | 0.13       | 예레반     | 아르메니아어                                | 남캅카스   |
| 아제르바이잔   | 86,600     | 0.38       | 바쿠       | 아제르바이잔어                              | 남캅카스   |
| 에스토니아     | 45,227     | 0.20       | 탈린       | 에스토니아어                                | 발트 3국   |
| 우즈베키스탄   | 447,400    | 2.00       | 타슈켄트   | 우즈베크어(국가어), 러시아어(민족간 언어)   | 중앙아시아 |
| 우크라이나     | 603,500    | 2.58       | 키예프     | 우크라이나어(사실상), 러시아어(민족간 언어) | 동유럽     |
| 조지아         | 69,700     | 0.31       | 트빌리시   | 조지아어                                    | 남캅카스   |
| 카자흐스탄     | 2,724,900  | 12.2       | 아스타나   | 카자흐어(국가어), 러시아어(공용어)          | 중앙아시아 |
| 키르기스스탄   | 199,951    | 0.89       | 비슈케크   | 키르기스어(국가어), 러시아어(공용어)        | 중앙아시아 |
| 타지키스탄     | 143,100    | 0.64       | 두샨베     | 타지크어(국가어), 러시아어(민족간 언어)     | 중앙아시아 |
| 투르크메니스탄 | 488,100    | 2.20       | 아시가바트 | 투르크멘어(국가어), 러시아어(민족간 언어)   | 중앙아시아 |
| 15개국         | 22,307,772 | 100        | 빈칸       | 빈칸                                        | 빈칸       |

## 단명한 공화국
- 부하라 소비에트 사회주의 공화국
- 자캅카스 사회주의 연방 소비에트 공화국
- 카렐리야-핀란드 소비에트 사회주의 공화국
- 화레즘 소비에트 사회주의 공화국
- 투바 인민공화국
- 극동 공화국
- 투르키스탄 소비에트 사회주의 자치 공화국
- 바시키르 소비에트 사회주의 자치 공화국
- 볼가 독일인 소비에트 사회주의 자치 공화국
- 체첸-인구시 소비에트 사회주의 자치 공화국
- 타타르 소비에트 사회주의 자치 공화국
- 우크라이나 소비에트 인민공화국
- 산악 자치 소비에트 사회주의 공화국
- 우크라이나 소비에트 공화국
- 타브리다 소비에트 사회주의 공화국
- 쿠반-흑해 소비에트 공화국
- 쿠반 소비에트 공화국
- 흑해 소비에트 공화국
- 북캅카스 소비에트 공화국
- 스타브로폴 소비에트 공화국
- 오데사 소비에트 공화국
- 크림 자치 소비에트 사회주의 공화국
- 테레크 소비에트 공화국

## 같이 보기
- 소련의 공화국의 국기
- 소련의 공화국의 국장
- 독립국가연합
- 유라시아 경제 연합
- 소련의 국내 영토 분할
- 바이에른 평의회 공화국
- 헝가리 평의회 공화국
- 슬로바키아 평의회 공화국
- 리머릭 소비에트
- 파리 코뮌
- 러시아의 공화국
- 러시아의 연방주체
- 구소련 국가